# Lester Melrose
Pour les articles homonymes, voir Melrose.
Lester Melrose a été un des premiers producteurs américains du Chicago blues, né en 1891, décédé en 1968.

## Biographie
Il s'est approprié les droits d'auteur sur les chansons d'Arthur Crudup quand celui-ci était en contrat avec lui dans la maison de disque Okeh and Bluebirds Records.